# Kapselschrift
Eine Kapselschrift ist ein Schriftstück im Bibliothekswesen, das auf Grund seines kleinen Formates nicht eigenständig in einem Regal eingestellt ist, sondern mit gleichartigen Schriftstücken, gesammelt in einem geeigneten Behälter, aufbewahrt wird.